# Kanton Toulouges
Toulouges is een voormalig kanton van het Franse departement Pyrénées-Orientales. Het kanton maakte deel uit van het arrondissement Perpignan. Het werd opgeheven bij decreet van 26 februari 2014 met uitwerking op 22 maart 2015.

## Gemeenten
Het kanton Toulouges omvatte de volgende gemeenten:
- Canohès
- Pollestres
- Toulouges (hoofdplaats)